# Чемпіонат світу з футболу 1982 (кваліфікаційний раунд, УЄФА)
У рамках відбіркового турніру до чемпіонату світу з футболу 1982 32 команди конфедерації УЄФА (а також збірна Ізраїлю, що на той час до УЄФА не формально входила) змагалися за тринадцять місць у фінальній частині чемпіонату світу з футболу 1982. Крім того ще один представник Європи, збірна Іспанії, кваліфікувався до розіграшу Кубка світу автоматично як його господар.
33 команди-учасниці були поділені на 7 груп. Кожна команда грала із кожним із суперників по групі по дві гри, одній вдома і одній на виїзді. До фінальної частини чемпіонату світу виходили:
- команди, що посіли перші два місця у Групах 1 — 6, які мали по 5 учасників;
- команда, що посіла перше місцу у Групі 7, яка мала 3 учасників;

## Жеребкування
Жеребкування відбіркового турніру відбулося 14 жовтня 1979 у швейцарському Цюриху. 33 команди-учасниці були розподілені між п'ятьма кошиками, склад яких було оголошено за десять днів до жеребкування. До Групи 7 потрапляли лише представники кошиків  A, C та E, відповідно із цієї групи кваліфікувався лише її переможець.
| Кошик A                                                                    | Кошик B                                                    | Кошик C                                                              | Кошик D                                                                  | Кошик E                                                                |
| -------------------------------------------------------------------------- | ---------------------------------------------------------- | -------------------------------------------------------------------- | ------------------------------------------------------------------------ | ---------------------------------------------------------------------- |
| Англія · Шотландія · Чехословаччина · Польща · Італія · Нідерланди · ФРН · | Югославія · Франція · Австрія · Угорщина · СРСР · Швеція · | НДР · Бельгія · Уельс · Португалія · Швейцарія · Греція · Болгарія · | Румунія · Північна Ірландія · Туреччина · Данія · Фінляндія · Ірландія · | Мальта · Албанія · Кіпр · Люксембург · Ісландія · Норвегія · Ізраїль · |

### Резюме
| Група 1                    | Група 2                  | Група 3                  | Група 4                    | Група 5                 | Група 6                   | Група 7 |
| -------------------------- | ------------------------ | ------------------------ | -------------------------- | ----------------------- | ------------------------- | ------- |
| ФРН                        | Бельгія                  | СРСР                     | Угорщина                   | Югославія               | Шотландія                 | Польща  |
| Австрія                    | Франція                  | Чехословаччина           | Англія                     | Італія                  | Північна Ірландія         | НДР     |
| Болгарія Албанія Фінляндія | Ірландія Нідерланди Кіпр | Уельс Ісландія Туреччина | Румунія Швейцарія Норвегія | Данія Греція Люксембург | Швеція Португалія Ізраїль | Мальта  |

## Групи

### Група 1
| Місце | Команда   | О  | І | В | Н | П | Г+ | Г- | РГ  |
| ----- | --------- | -- | - | - | - | - | -- | -- | --- |
| 1     | ФРН       | 16 | 8 | 8 | 0 | 0 | 33 | 3  | +30 |
| 2     | Австрія   | 11 | 8 | 5 | 1 | 2 | 16 | 6  | +10 |
| 3     | Болгарія  | 9  | 8 | 4 | 1 | 3 | 11 | 10 | +1  |
| 4     | Албанія   | 2  | 8 | 1 | 0 | 7 | 4  | 22 | −18 |
| 5     | Фінляндія | 2  | 8 | 1 | 0 | 7 | 4  | 27 | −23 |

| 4 червня 1980 |

| Фінляндія | 0–2      | Болгарія                     |
| --------- | -------- | ---------------------------- |
|           | Протокол | П. Марков 28' Костадинов 81' |

| Олімпійський стадіон, Гельсінкі Глядачів: 7,805 |

| 3 вересня 1980 |

| Албанія           | 2–0      | Фінляндія |
| ----------------- | -------- | --------- |
| Брахо 2' Бачі 18' | Протокол |           |

| Комбетар Кемаль Стафа, Тирана Глядачів: 25,000 |

| 24 вересня 1980 |

| Фінляндія | 0–2      | Австрія             |
| --------- | -------- | ------------------- |
|           | Протокол | Яра 13' Вельцль 77' |

| Олімпійський стадіон, Гельсінкі Глядачів: 8,099 |

| 19 жовтня 1980 |

| Болгарія                 | 2–1      | Албанія      |
| ------------------------ | -------- | ------------ |
| Желязков 14' Славков 51' | Протокол | Пернаска 69' |

| Васил Левський, Софія Глядачів: 16,000 |

| 15 листопада 1980 |

| Австрія                                            | 5–0      | Албанія |
| -------------------------------------------------- | -------- | ------- |
| Пеццай 20' Шахнер 26', 35' Вельцль 57' Кранкль 85' | Протокол |         |

| Пратерштадіон, Відень Глядачів: 31,000 |

| 3 грудня 1980 |

| Болгарія   | 1–3      | ФРН                                  |
| ---------- | -------- | ------------------------------------ |
| Йончев 66' | Протокол | Кальц 14', 36' (пен.) Румменігге 54' |

| Васил Левський, Софія Глядачів: 60,000 |

| 6 грудня 1980 |

| Албанія | 0–1      | Австрія     |
| ------- | -------- | ----------- |
|         | Протокол | Вельцль 38' |

| Комбетар Кемаль Стафа, Тирана Глядачів: 16,000 |

| 1 квітня 1981 |

| Албанія | 0–2      | ФРН            |
| ------- | -------- | -------------- |
|         | Протокол | Шустер 9', 71' |

| Комбетар Кемаль Стафа, Тирана Глядачів: 19,203 |

| 29 квітня 1981 |

| ФРН                       | 2–0      | Австрія |
| ------------------------- | -------- | ------- |
| Краусс 30' (аг) Фішер 36' | Протокол |         |

| Фолькспаркштадіон, Гамбург Глядачів: 62,000 |

| 13 травня 1981 |

| Болгарія                                    | 4–0      | Фінляндія |
| ------------------------------------------- | -------- | --------- |
| Славков 10', 53' Костадинов 55' Цветков 90' | Протокол |           |

| Васил Левський, Софія Глядачів: 10,000 |

| 24 травня 1981 |

| Фінляндія | 0–4      | ФРН                                  |
| --------- | -------- | ------------------------------------ |
|           | Протокол | Брігель 26' Фішер 37', 80' Кальц 40' |

| Кескусургейлукенття, Лахті Глядачів: 10,030 |

| 28 травня 1981 |

| Австрія                    | 2–0      | Болгарія |
| -------------------------- | -------- | -------- |
| Кранкль 30' (пен.) Яра 88' | Протокол |          |

| Пратерштадіон, Відень Глядачів: 55,000 |

| 17 червня 1981 |

| Австрія                                             | 5–1      | Фінляндія  |
| --------------------------------------------------- | -------- | ---------- |
| Прогазка 16', 18' Кранкль 49' Вельцль 56' Юртін 65' | Протокол | Вальве 71' |

| Лінцерштадіон‚ Лінц Глядачів: 27,500 |

| 2 вересня 1981 |

| Фінляндія               | 2–1      | Албанія           |
| ----------------------- | -------- | ----------------- |
| Гоутсонен 61' Коуса 85' | Протокол | Таргай 47' (пен.) |

| Коткан Ургейлукескус, Котка Глядачів: 6,830 |

| 23 вересня 1981 |

| ФРН                                                               | 7–1      | Фінляндія   |
| ----------------------------------------------------------------- | -------- | ----------- |
| Фішер 11' Румменігге 42', 60', 72' Брайтнер 54', 67' Дреммлер 83' | Протокол | Турунен 41' |

| Воновія Рурштадіон, Бохум Глядачів: 46,000 |

| 14 жовтня 1981 |

| Албанія | 0–2      | Болгарія                 |
| ------- | -------- | ------------------------ |
|         | Протокол | Славков 49' Младенов 84' |

| Комбетар Кемаль Стафа, Тирана Глядачів: 19,213 |

| 14 жовтня 1981 |

| Австрія    | 1–3      | ФРН                           |
| ---------- | -------- | ----------------------------- |
| Шахнер 15' | Протокол | Літтбарскі 17', 77' Магат 20' |

| Пратерштадіон, Відень Глядачів: 72,000 |

| 11 листопада 1981 |

| Болгарія | 0–0      | Австрія |
| -------- | -------- | ------- |
|          | Протокол |         |

| Васил Левський, Софія Глядачів: 55,000 |

| 18 листопада 1981 |

| ФРН                                                                                 | 8–0      | Албанія |
| ----------------------------------------------------------------------------------- | -------- | ------- |
| Румменігге 5', 19', 43' Фішер 32', 72' Кальц 36' Літтбарскі 52' Брайтнер 68' (пен.) | Протокол |         |

| Зігналь Ідуна Парк, Дортмунд Глядачів: 40,000 |

| 22 листопада 1981 |

| ФРН                                           | 4–0      | Болгарія |
| --------------------------------------------- | -------- | -------- |
| Фішер 4' Румменігге 49', 83' Кальц 62' (пен.) | Протокол |          |

| Рейнштадіон, Дюссельдорф Глядачів: 55,000 |

ФРН і Австрія кваліфікувалися.

### Група 2
| Місце | Команда    | О  | І | В | Н | П | Г+ | Г- | РГ  |
| ----- | ---------- | -- | - | - | - | - | -- | -- | --- |
| 1     | Бельгія    | 11 | 8 | 5 | 1 | 2 | 12 | 9  | +3  |
| 2     | Франція    | 10 | 8 | 5 | 0 | 3 | 20 | 8  | +12 |
| 3     | Ірландія   | 10 | 8 | 4 | 2 | 2 | 17 | 11 | +6  |
| 4     | Нідерланди | 9  | 8 | 4 | 1 | 3 | 11 | 7  | +4  |
| 5     | Кіпр       | 0  | 8 | 0 | 0 | 8 | 4  | 29 | −25 |

| 26 березня 1980 |

| Кіпр                               | 2 – 3    | Ірландія                    |
| ---------------------------------- | -------- | --------------------------- |
| Н. Панціаріс 29' Каяфас 74' (пен.) | Протокол | Макгі 8', 38' Лоуренсон 23' |

| Макаріо, Нікосія Глядачів: 10,000 |

| 10 вересня 1980 |

| Ірландія                | 2 – 1    | Нідерланди   |
| ----------------------- | -------- | ------------ |
| Дейлі 78' Лоуренсон 85' | Протокол | Тахамата 57' |

| Ленсдаун Роуд, Дублін Глядачів: 25,000 |

| 11 жовтня 1980 |

| Кіпр | 0 – 7    | Франція                                                                     |
| ---- | -------- | --------------------------------------------------------------------------- |
|      | Протокол | Лякомб 4' Платіні 14', 23' Ларьо 40' (пен.), 76' (пен.) Сікс 82' Zimako 87' |

| Циріон, Лімасол Глядачів: 15,000 |

| 15 жовтня 1980 |

| Ірландія   | 1 – 1    | Бельгія      |
| ---------- | -------- | ------------ |
| Гріліш 42' | Протокол | Клюйтенс 13' |

| Ленсдаун Роуд, Дублін Глядачів: 40,000 |

| 28 жовтня 1980 |

| Франція                | 2 – 0    | Ірландія |
| ---------------------- | -------- | -------- |
| Платіні 11' Зімако 77' | Протокол |          |

| Парк де Пренс, Париж Глядачів: 44,800 |

| 19 листопада 1980 |

| Бельгія               | 1 – 0    | Нідерланди |
| --------------------- | -------- | ---------- |
| Ванденберг 48' (пен.) | Протокол |            |

| Стад дю Ейсель, Брюссель Глядачів: 57,665 |

| 19 листопада 1980 |

| Ірландія                                                              | 6 – 0    | Кіпр |
| --------------------------------------------------------------------- | -------- | ---- |
| Дейлі 10' (пен.), 23' Гріліш 24' Робінсон 28' Степлтон 46' Г'ютон 65' | Протокол |      |

| Ленсдаун Роуд, Дублін Глядачів: 25,000 |

| 21 грудня 1980 |

| Кіпр | 0 – 2    | Бельгія                     |
| ---- | -------- | --------------------------- |
|      | Протокол | Ванденберг 30' Кулеманс 68' |

| Макаріо, Нікосія Глядачів: 6,000 |

| 18 лютого 1981 |

| Бельгія                                 | 3 – 2    | Кіпр                      |
| --------------------------------------- | -------- | ------------------------- |
| Плессер 12' Ванденберг 17' Кулеманс 67' | Протокол | Лисандру 42' Врахіміс 60' |

| Стад дю Ейсель, Брюссель Глядачів: 17,445 |

| 22 лютого 1981 |

| Нідерланди                                | 3 – 0    | Кіпр |
| ----------------------------------------- | -------- | ---- |
| Говенкамп 15' Схапендонк 48' Наннінга 58' | Протокол |      |

| Остерпарк Стадіон, Гронінген Глядачів: 17,500 |

| 25 березня 1981 |

| Нідерланди | 1 – 0    | Франція |
| ---------- | -------- | ------- |
| Мюрен 47'  | Протокол |         |

| Феєнорд, Роттердам Глядачів: 58,000 |

| 25 березня 1981 |

| Бельгія      | 1 – 0    | Ірландія |
| ------------ | -------- | -------- |
| Кулеманс 88' | Протокол |          |

| Стад дю Ейсель, Брюссель Глядачів: 37,978 |

| 29 квітня 1981 |

| Кіпр | 0 – 1    | Нідерланди    |
| ---- | -------- | ------------- |
|      | Протокол | Ван Котен 29' |

| Макаріо, Нікосія Глядачів: 7,500 |

| 29 квітня 1981 |

| Франція                 | 3 – 2    | Бельгія                    |
| ----------------------- | -------- | -------------------------- |
| Солер 14', 31' Сікс 26' | Протокол | Ванденберг 5' Кулеманс 52' |

| Парк де Пренс, Париж Глядачів: 44,954 |

| 9 вересня 1981 |

| Нідерланди                   | 2 – 2    | Ірландія                  |
| ---------------------------- | -------- | ------------------------- |
| Тейссен 11' Мюрен 64' (пен.) | Протокол | Робінсон 40' Степлтон 71' |

| Феєнорд, Роттердам Глядачів: 48,000 |

| 9 вересня 1981 |

| Бельгія                        | 2 – 0    | Франція |
| ------------------------------ | -------- | ------- |
| Чернятинскі 24' Ванденберг 83' | Протокол |         |

| Стад дю Ейсель, Брюссель Глядачів: 52,525 |

| 14 жовтня 1981 |

| Нідерланди                       | 3 – 0    | Бельгія |
| -------------------------------- | -------- | ------- |
| Метгод 6' Ван Котен 26' Гелс 54' | Протокол |         |

| Феєнорд, Роттердам Глядачів: 56,000 |

| 14 жовтня 1981 |

| Ірландія                              | 3 – 2    | Франція               |
| ------------------------------------- | -------- | --------------------- |
| Маю 5' (аг) Степлтон 23' Робінсон 39' | Протокол | Беллон 9' Платіні 83' |

| Ленсдаун Роуд, Дублін Глядачів: 55,000 |

| 18 листопада 1981 |

| Франція              | 2 – 0    | Нідерланди |
| -------------------- | -------- | ---------- |
| Платіні 52' Сікс 82' | Протокол |            |

| Парк де Пренс, Париж Глядачів: 44,884 |

| 5 грудня 1981 |

| Франція                               | 4 – 0    | Кіпр |
| ------------------------------------- | -------- | ---- |
| Рошто 25' Лякомб 29', 82' Женгіні 86' | Протокол |      |

| Парк де Пренс, Париж Глядачів: 43,437 |

Бельгія і Франція кваліфікувалися.

### Група 3
| Місце | Команда        | О  | І | В | Н | П | Г+ | Г- | РГ  |
| ----- | -------------- | -- | - | - | - | - | -- | -- | --- |
| 1     | СРСР           | 14 | 8 | 6 | 2 | 0 | 20 | 2  | +18 |
| 2     | Чехословаччина | 10 | 8 | 4 | 2 | 2 | 15 | 6  | +9  |
| 3     | Уельс          | 10 | 8 | 4 | 2 | 2 | 12 | 7  | +5  |
| 4     | Ісландія       | 6  | 8 | 2 | 2 | 4 | 10 | 21 | −11 |
| 5     | Туреччина      | 0  | 8 | 0 | 0 | 8 | 1  | 22 | −21 |

| 2 червня 1980 |

| Ісландія | 0 – 4    | Уельс                                     |
| -------- | -------- | ----------------------------------------- |
|          | Протокол | Волш 45', 75' Джайлс 53' Флінн 61' (пен.) |

| Лаугардалсволлур, Рейк'явік Глядачів: 10,254 |

| 3 вересня 1980 |

| Ісландія      | 1 – 2    | СРСР                     |
| ------------- | -------- | ------------------------ |
| Свейнссон 75' | Протокол | Гаврилов 35' Андрєєв 80' |

| Лаугардалсволлур, Рейк'явік Глядачів: 4,190 |

| 24 вересня 1980 |

| Туреччина        | 1 – 3    | Ісландія                                            |
| ---------------- | -------- | --------------------------------------------------- |
| Фатіх 72' (пен.) | Протокол | Гудлаугссон 12' А. Гудмундссон 62' Т. Тордарсон 80' |

| Ізмір-Ататюрк, Ізмір Глядачів: 18,506 |

| 15 жовтня 1980 |

| СРСР                                           | 5 – 0    | Ісландія |
| ---------------------------------------------- | -------- | -------- |
| Андрєєв 9', 78' Оганесян 39', 58' Безсонов 84' | Протокол |          |

| ім. Леніна, Москва Глядачів: 21,000 |

| 15 жовтня 1980 |

| Уельс                                        | 4 – 0    | Туреччина |
| -------------------------------------------- | -------- | --------- |
| Флінн 19' Л. Джеймс 37' (пен.), 85' Волш 79' | Протокол |           |

| Нініан Парк, Кардіфф Глядачів: 11,770 |

| 19 листопада 1980 |

| Уельс      | 1 – 0    | Чехословаччина |
| ---------- | -------- | -------------- |
| Джайлс 10' | Протокол |                |

| Нініан Парк, Кардіфф Глядачів: 20,175 |

| 3 грудня 1980 |

| Чехословаччина  | 2 – 0    | Туреччина |
| --------------- | -------- | --------- |
| Негода 13', 15' | Протокол |           |

| Стадіон Евжена Рошицького, Прага Глядачів: 8,500 |

| 25 березня 1981 |

| Туреччина | 0 – 1    | Уельс      |
| --------- | -------- | ---------- |
|           | Протокол | Гарріс 67' |

| 19 травня, Анкара Глядачів: 35,000 |

| 15 квітня 1981 |

| Туреччина | 0 – 3    | Чехословаччина                 |
| --------- | -------- | ------------------------------ |
|           | Протокол | Янечка 58' Козак 70' Візек 81' |

| Алі Самі Єн, Стамбул Глядачів: 40,000 |

| 27 травня 1981 |

| Чехословаччина                                                                  | 6 – 1    | Ісландія  |
| ------------------------------------------------------------------------------- | -------- | --------- |
| Візек 35' Паненка 44' (пен.) Негода 72' Б'ярнасон 78' (аг) Козак 79' Янечка 87' | Протокол | Бергс 60' |

| Національний, Братислава Глядачів: 21,756 |

| 30 травня 1981 |

| Уельс | 0 – 0    | СРСР |
| ----- | -------- | ---- |
|       | Протокол |      |

| Рейскорс Граунд, Рексем Глядачів: 29,366 |

| 9 вересня 1981 |

| Ісландія                              | 2 – 0    | Туреччина |
| ------------------------------------- | -------- | --------- |
| Л. Гудмундссон 21' А. Едвальдссон 65' | Протокол |           |

| Лаугардалсволлур, Рейк'явік Глядачів: 4,292 |

| 9 вересня 1981 |

| Чехословаччина              | 2 – 0    | Уельс |
| --------------------------- | -------- | ----- |
| Д. Девіс 24' (аг) Лічка 67' | Протокол |       |

| Стадіон Евжена Рошицького, Прага Глядачів: 38,000 |

| 23 вересня 1981 |

| СРСР                                              | 4 – 0    | Туреччина |
| ------------------------------------------------- | -------- | --------- |
| Чивадзе 4' Дем'яненко 20' Блохін 26' Шенгелія 49' | Протокол |           |

| ім. Леніна, Москва Глядачів: 41,500 |

| 23 вересня 1981 |

| Ісландія   | 1 – 1    | Чехословаччина |
| ---------- | -------- | -------------- |
| Ормслев 6' | Протокол | Козак 77'      |

| Лаугардалсволлур, Рейк'явік Глядачів: 7,343 |

| 7 жовтня 1981 |

| Туреччина | 0 – 3    | СРСР                         |
| --------- | -------- | ---------------------------- |
|           | Протокол | Шенгелія 17' Блохін 38', 54' |

| Ізмір-Ататюрк, Ізмір Глядачів: 62,125 |

| 14 жовтня 1981 |

| Уельс                    | 2 – 2    | Ісландія                 |
| ------------------------ | -------- | ------------------------ |
| Р. Джеймс 25' Кертіс 54' | Протокол | А. Сігурвінссон 47', 61' |

| Ветч Філд, Суонсі Глядачів: 19,783 |

| 28 жовтня 1981 |

| СРСР              | 2 – 0    | Чехословаччина |
| ----------------- | -------- | -------------- |
| Шенгелія 28', 46' | Протокол |                |

| Динамо, Тбілісі Глядачів: 75,000 |

| 18 листопада 1981 |

| СРСР                                  | 3 – 0    | Уельс |
| ------------------------------------- | -------- | ----- |
| Дараселія 13' Блохін 18' Гаврилов 64' | Протокол |       |

| Динамо, Тбілісі Глядачів: 80,000 |

| 29 листопада 1981 |

| Чехословаччина | 1 – 1    | СРСР       |
| -------------- | -------- | ---------- |
| Воячек 34'     | Протокол | Блохін 14' |

| Національний, Братислава Глядачів: 47,000 |

СРСР і Чехословаччина кваліфікувалися.

### Група 4
| Місце | Команда   | О  | І | В | Н | П | Г+ | Г- | РГ |
| ----- | --------- | -- | - | - | - | - | -- | -- | -- |
| 1     | Угорщина  | 10 | 8 | 4 | 2 | 2 | 13 | 8  | +5 |
| 2     | Англія    | 9  | 8 | 4 | 1 | 3 | 13 | 8  | +5 |
| 3     | Румунія   | 8  | 8 | 2 | 4 | 2 | 5  | 5  | 0  |
| 4     | Швейцарія | 7  | 8 | 2 | 3 | 3 | 9  | 12 | −3 |
| 5     | Норвегія  | 6  | 8 | 2 | 2 | 4 | 8  | 15 | −7 |

| 10 вересня 1980 |

| Англія                                    | 4 – 0    | Норвегія |
| ----------------------------------------- | -------- | -------- |
| Макдермот 37', 78' Вудкок 69' Марінер 85' | Протокол |          |

| Вемблі, Лондон Глядачів: 48,200 |

| 24 вересня 1980 |

| Норвегія    | 1 – 1    | Румунія        |
| ----------- | -------- | -------------- |
| Гарейде 23' | Протокол | Йорденеску 10' |

| Уллевол, Осло Глядачів: 22,350 |

| 15 жовтня 1980 |

| Румунія                            | 2 – 1    | Англія     |
| ---------------------------------- | -------- | ---------- |
| Редукану 35' Йорденеску 75' (пен.) | Протокол | Вудкок 64' |

| 23 серпня, Бухарест Глядачів: 75,000 |

| 29 жовтня 1980 |

| Швейцарія    | 1 – 2    | Норвегія               |
| ------------ | -------- | ---------------------- |
| Барберіс 49' | Протокол | Гарейде 5' Матісен 79' |

| Ванкдорф, Берн Глядачів: 14,000 |

| 19 листопада 1980 |

| Англія                      | 2 – 1    | Швейцарія   |
| --------------------------- | -------- | ----------- |
| Таннер 23' (аг) Марінер 31' | Протокол | Пфістер 76' |

| Вемблі, Лондон Глядачів: 70,000 |

| 28 квітня 1981 |

| Швейцарія        | 2 – 2    | Угорщина                        |
| ---------------- | -------- | ------------------------------- |
| Сульсер 32', 47' | Протокол | Балінт 45' Ш. Мюллер 65' (пен.) |

| Алльменд, Люцерн Глядачів: 17,000 |

| 29 квітня 1981 |

| Англія | 0 – 0    | Румунія |
| ------ | -------- | ------- |
|        | Протокол |         |

| Вемблі, Лондон Глядачів: 62,500 |

| 13 травня 1981 |

| Угорщина    | 1 – 0    | Румунія |
| ----------- | -------- | ------- |
| Фазекаш 18' | Протокол |         |

| Непстадіон, Будапешт Глядачів: 68,000 |

| 20 травня 1981 |

| Норвегія    | 1 – 2    | Угорщина         |
| ----------- | -------- | ---------------- |
| Торесен 57' | Протокол | Л. Кішш 78', 79' |

| Уллевол, Осло Глядачів: 28,000 |

| 30 травня 1981 |

| Швейцарія                  | 2 – 1    | Англія        |
| -------------------------- | -------- | ------------- |
| Шайвільдер 29' Сульсер 31' | Протокол | Макдермот 55' |

| Санкт-Якоб, Базель Глядачів: 40,000 |

| 3 червня 1981 |

| Румунія     | 1 – 0    | Норвегія |
| ----------- | -------- | -------- |
| Цикляну 67' | Протокол |          |

| 23 серпня, Бухарест Глядачів: 65,000 |

| 6 червня 1981 |

| Угорщина   | 1 – 3    | Англія                            |
| ---------- | -------- | --------------------------------- |
| Гараба 44' | Протокол | Брукінг 19', 60' Кіган 73' (пен.) |

| Непстадіон, Будапешт Глядачів: 68,000 |

| 17 червня 1981 |

| Норвегія     | 1 – 1    | Швейцарія    |
| ------------ | -------- | ------------ |
| Давідсен 88' | Протокол | Барберіс 62' |

| Уллевол, Осло Глядачів: 18,022 |

| 9 вересня 1981 |

| Норвегія             | 2 – 1    | Англія     |
| -------------------- | -------- | ---------- |
| Лунд 35' Торесен 41' | Протокол | Робсон 15' |

| Уллевол, Осло Глядачів: 28,500 |

| 23 вересня 1981 |

| Румунія | 0 – 0    | Угорщина |
| ------- | -------- | -------- |
|         | Протокол |          |

| 23 серпня, Бухарест Глядачів: 70,000 |

| 10 жовтня 1981 |

| Румунія   | 1 – 2    | Швейцарія          |
| --------- | -------- | ------------------ |
| Балач 56' | Протокол | Заппа 68' Люті 75' |

| 23 серпня, Бухарест Глядачів: 55,000 |

| 14 жовтня 1981 |

| Угорщина                    | 3 – 0    | Швейцарія |
| --------------------------- | -------- | --------- |
| Нілаші 23', 50' Фазекаш 59' | Протокол |           |

| Непстадіон, Будапешт Глядачів: 75,000 |

| 31 жовтня 1981 |

| Угорщина                                | 4 – 1    | Норвегія |
| --------------------------------------- | -------- | -------- |
| Балінт 12' Л. Кішш 60', 85' Фазекаш 79' | Протокол | Лунд 35' |

| Непстадіон, Будапешт Глядачів: 68,000 |

| 11 листопада 1981 |

| Швейцарія | 0 – 0    | Румунія |
| --------- | -------- | ------- |
|           | Протокол |         |

| Ванкдорф, Берн Глядачів: 16,000 |

| 18 листопада 1981 |

| Англія      | 1 – 0    | Угорщина |
| ----------- | -------- | -------- |
| Марінер 16' | Протокол |          |

| Вемблі, Лондон Глядачів: 92,000 |

Угорщина та Англія кваліфікувалися.

### Група 5
| Місце | Команда    | О  | Pld | В | Н | П | Г+ | Г- | РГ  |
| ----- | ---------- | -- | --- | - | - | - | -- | -- | --- |
| 1     | Югославія  | 13 | 8   | 6 | 1 | 1 | 22 | 7  | +15 |
| 2     | Італія     | 12 | 8   | 5 | 2 | 1 | 12 | 5  | +7  |
| 3     | Данія      | 8  | 8   | 4 | 0 | 4 | 14 | 11 | +3  |
| 4     | Греція     | 7  | 8   | 3 | 1 | 4 | 10 | 13 | −3  |
| 5     | Люксембург | 0  | 8   | 0 | 0 | 8 | 1  | 23 | −22 |

| 10 вересня 1980 |

| Люксембург | 0 – 5    | Югославія                                             |
| ---------- | -------- | ----------------------------------------------------- |
|            | Протокол | Сушич 50' Зл. Вуйович 64', 81' Петрович 70' Булян 90' |

| Мунісіпаль, Люксембург Глядачів: 3,500 |

| 27 вересня 1980 |

| Югославія                            | 2 – 1    | Данія             |
| ------------------------------------ | -------- | ----------------- |
| Пантелич 18' (пен.) Зор. Вуйович 37' | Протокол | Арнесен 5' (пен.) |

| Бежиград, Любляна Глядачів: 20,000 |

| 11 жовтня 1980 |

| Люксембург | 0 – 2    | Італія                    |
| ---------- | -------- | ------------------------- |
|            | Протокол | Колловаті 33' Беттега 77' |

| Мунісіпаль, Люксембург Глядачів: 10,000 |

| 15 жовтня 1980 |

| Данія | 0 – 1    | Греція   |
| ----- | -------- | -------- |
|       | Протокол | Куїс 50' |

| Паркен, Копенгаген Глядачів: 45,700 |

| 1 листопада 1980 |

| Італія           | 2 – 0    | Данія |
| ---------------- | -------- | ----- |
| Граціані 7', 51' | Протокол |       |

| Олімпіко, Рим Глядачів: 49,400 |

| 15 листопада 1980 |

| Італія                       | 2 – 0    | Югославія |
| ---------------------------- | -------- | --------- |
| Кабріні 40' (пен.) Конті 75' | Протокол |           |

| Вітторіо Поццо, Турин Глядачів: 50,677 |

| 19 листопада 1980 |

| Данія                                            | 4 – 0    | Люксембург |
| ------------------------------------------------ | -------- | ---------- |
| Арнесен 13', 41' (пен.) Елк'яер 57' Сімонсен 71' | Протокол |            |

| Паркен, Копенгаген Глядачів: 10,500 |

| 6 грудня 1980 |

| Греція | 0 – 2    | Італія                   |
| ------ | -------- | ------------------------ |
|        | Протокол | Антоньйоні 10' Ширеа 81' |

| Леофорос, Афіни Глядачів: 25,000 |

| 28 січня 1981 |

| Греція               | 2 – 0    | Люксембург |
| -------------------- | -------- | ---------- |
| Куїс 8' Костікос 33' | Протокол |            |

| Харілау, Салоніки Глядачів: 14,000 |

| 11 березня 1981 |

| Люксембург | 0 – 2    | Греція                     |
| ---------- | -------- | -------------------------- |
|            | Протокол | Куїс 31' Маврос 54' (пен.) |

| Мунісіпаль, Люксембург Глядачів: 8,590 |

| 29 квітня 1981 |

| Югославія                                                         | 5 – 1 | Греція              |
| ----------------------------------------------------------------- | ----- | ------------------- |
| Шліво 7' Халілходжич 23' Пантелич 42' (пен.) Зл. Вуйович 50', 56' |       | Костікос 76' (пен.) |

| Полюд, Спліт Глядачів: 45,000 |

| 1 травня 1981 |

| Люксембург    | 1 – 2    | Данія                   |
| ------------- | -------- | ----------------------- |
| Нюренберг 37' | Протокол | Елк'яер 46' Арнесен 62' |

| Мунісіпаль, Люксембург Глядачів: 2,844 |

| 3 червня 1981 |

| Данія                               | 3 – 1    | Італія       |
| ----------------------------------- | -------- | ------------ |
| Рентвед 59' Арнесен 61' Баструп 87' | Протокол | Граціані 69' |

| Паркен, Копенгаген Глядачів: 36,300 |

| 9 вересня 1981 |

| Данія       | 1 – 2    | Югославія                    |
| ----------- | -------- | ---------------------------- |
| Елк'яер 62' | Протокол | Зл. Вуйович 48' Петрович 63' |

| Паркен, Копенгаген Глядачів: 48,400 |

| 14 жовтня 1981 |

| Греція                   | 2 – 3    | Данія                            |
| ------------------------ | -------- | -------------------------------- |
| Анастопулос 60' Куїс 84' | Протокол | Лербю 8' Арнесен 28' Елк'яер 65' |

| Харілау, Салоніки Глядачів: 18,000 |

| 17 жовтня 1981 |

| Югославія      | 1 – 1    | Італія      |
| -------------- | -------- | ----------- |
| Зл. Вуйович 9' | Протокол | Беттега 33' |

| ім. Райко Митича, Белград Глядачів: 70,000 |

| 14 листопада 1981 |

| Італія    | 1 – 1    | Греція   |
| --------- | -------- | -------- |
| Конті 61' | Протокол | Куїс 87' |

| Вітторіо Поццо, Турин Глядачів: 39,670 |

| 21 листопада 1981 |

| Югославія                                               | 5 – 0    | Люксембург |
| ------------------------------------------------------- | -------- | ---------- |
| Халілходжич 1', 45' Шуряк 65' Пашич 73' Зл. Вуйович 75' | Протокол |            |

| Караджордже, Новий Сад Глядачів: 20,000 |

| 29 листопада 1981 |

| Греція    | 1 – 2    | Югославія             |
| --------- | -------- | --------------------- |
| Маврос 5' | Протокол | Шуряк 22' Єркович 39' |

| Караїскакіс, Пірей Глядачів: 11,595 |

| 5 грудня 1981 |

| Італія       | 1 – 0    | Люксембург |
| ------------ | -------- | ---------- |
| Колловаті 7' | Протокол |            |

| Сан-Паоло, Неаполь Глядачів: 49,247 |

Югославія та Італія кваліфікувалися.

### Група 6
| Місце | Команда           | О  | І | В | Н | П | Г+ | Г- | РГ |
| ----- | ----------------- | -- | - | - | - | - | -- | -- | -- |
| 1     | Шотландія         | 11 | 8 | 4 | 3 | 1 | 9  | 4  | +5 |
| 2     | Північна Ірландія | 9  | 8 | 3 | 3 | 2 | 6  | 3  | +3 |
| 3     | Швеція            | 8  | 8 | 3 | 2 | 3 | 7  | 8  | −1 |
| 4     | Португалія        | 7  | 8 | 3 | 1 | 4 | 8  | 11 | −3 |
| 5     | Ізраїль           | 5  | 8 | 1 | 3 | 4 | 6  | 10 | −4 |

| 26 березня 1980 |

| Ізраїль | 0 – 0  | Північна Ірландія |
| ------- | ------ | ----------------- |
|         | Repoet |                   |

| Рамат-Ган, Рамат-Ган Глядачів: 40,000 |

| 18 червня 1980 |

| Швеція      | 1 – 1  | Ізраїль   |
| ----------- | ------ | --------- |
| Рамберг 35' | Report | Дамті 80' |

| Росунда, Стокгольм Глядачів: 39,831 |

| 10 вересня 1980 |

| Швеція | 0 – 1  | Шотландія   |
| ------ | ------ | ----------- |
|        | Report | Стракан 72' |

| Росунда, Стокгольм Глядачів: 39,831 |

| 15 жовтня 1980 |

| Північна Ірландія                          | 3 – 0  | Швеція |
| ------------------------------------------ | ------ | ------ |
| Братерстон 24' Макілрой 28' Дж. Ніколл 37' | Report |        |

| Віндзор Парк, Белфаст Глядачів: 20,000 |

| 15 жовтня 1980 |

| Шотландія | 0 – 0  | Португалія |
| --------- | ------ | ---------- |
|           | Report |            |

| Гемпден-Парк, Глазго Глядачів: 60,765 |

| 12 листопада 1980 |

| Ізраїль | 0 – 0  | Швеція |
| ------- | ------ | ------ |
|         | Report |        |

| Рамат-Ган, Рамат-Ган Глядачів: 45,000 |

| 19 листопада 1980 |

| Португалія | 1 – 0    | Північна Ірландія |
| ---------- | -------- | ----------------- |
| Жордан 60' | Протокол |                   |

| Да Луж, Лісабон Глядачів: 60,000 |

| 17 грудня 1980 |

| Португалія                 | 3 – 0    | Ізраїль |
| -------------------------- | -------- | ------- |
| Коелью 33', 72' Жордан 36' | Протокол |         |

| Да Луж, Лісабон Глядачів: 60,000 |

| 25 лютого 1981 |

| Ізраїль | 0 – 1    | Шотландія   |
| ------- | -------- | ----------- |
|         | Протокол | Далгліш 54' |

| Рамат-Ган, Рамат-Ган Глядачів: 45,000 |

| 25 березня 1981 |

| Шотландія | 1 – 1    | Північна Ірландія |
| --------- | -------- | ----------------- |
| Ворк 75'  | Протокол | Гемільтон 70'     |

| Гемпден-Парк, Глазго Глядачів: 78,444 |

| 28 квітня 1981 |

| Шотландія                                   | 3 – 1    | Ізраїль   |
| ------------------------------------------- | -------- | --------- |
| Робертсон 21' (пен.), 30' (пен.) Прован 54' | Протокол | Синай 56' |

| Гемпден-Парк, Глазго Глядачів: 60,000 |

| 29 квітня 1981 |

| Північна Ірландія | 1 – 0    | Португалія |
| ----------------- | -------- | ---------- |
| Армстронг 74'     | Протокол |            |

| Віндзор Парк, Белфаст Глядачів: 18,000 |

| 3 червня 1981 |

| Швеція          | 1 – 0    | Північна Ірландія |
| --------------- | -------- | ----------------- |
| Борг 50' (пен.) | Протокол |                   |

| Росунда, Стокгольм Глядачів: 21,431 |

| 24 червня 1981 |

| Швеція                                           | 3 – 0    | Португалія |
| ------------------------------------------------ | -------- | ---------- |
| Бер'єссон 39' Г. Мендіш 55' (аг) Я. Свенссон 67' | Протокол |            |

| Росунда, Стокгольм Глядачів: 34,531 |

| 9 вересня 1981 |

| Шотландія                        | 2 – 0    | Швеція |
| -------------------------------- | -------- | ------ |
| Джордан 20' Робертсон 80' (пен.) | Протокол |        |

| Гемпден-Парк, Глазго Глядачів: 81,511 |

| 14 жовтня 1981 |

| Північна Ірландія | 0 – 0    | Шотландія |
| ----------------- | -------- | --------- |
|                   | Протокол |           |

| Віндзор Парк, Белфаст Глядачів: 22,248 |

| 14 жовтня 1981 |

| Португалія | 1 – 2    | Швеція                  |
| ---------- | -------- | ----------------------- |
| П'єтра 65' | Протокол | Ларссон 38' Перссон 89' |

| Да Луж, Лісабон Глядачів: 75,000 |

| 28 жовтня 1981 |

| Ізраїль                      | 4 – 1    | Португалія |
| ---------------------------- | -------- | ---------- |
| Табак 6', 18', 30' Дамті 14' | Протокол | Жордан 8'  |

| Рамат-Ган, Рамат-Ган Глядачів: 25,000 |

| 18 листопада 1981 |

| Північна Ірландія | 1 – 0    | Ізраїль |
| ----------------- | -------- | ------- |
| Армстронг 27'     | Протокол |         |

| Віндзор Парк, Белфаст Глядачів: 40,000 |

| 18 листопада 1981 |

| Португалія            | 2 – 1    | Шотландія  |
| --------------------- | -------- | ---------- |
| М. Фернандеш 33', 56' | Протокол | Старрок 9' |

| Да Луж, Лісабон Глядачів: 25,000 |

Шотландія і Північна Ірландія кваліфікувалися.

### Група 7
| Місце | Команда | О | І | В | Н | П | Г+ | Г- | РГ  |
| ----- | ------- | - | - | - | - | - | -- | -- | --- |
| 1     | Польща  | 8 | 4 | 4 | 0 | 0 | 12 | 2  | +10 |
| 2     | НДР     | 4 | 4 | 2 | 0 | 2 | 9  | 6  | +3  |
| 3     | Мальта  | 0 | 4 | 0 | 0 | 4 | 2  | 15 | −13 |

| 7 грудня 1980 |

| Мальта | 0 – 2 (77') | Польща                 |
| ------ | ----------- | ---------------------- |
|        | Протокол    | Смолярек 55' Липка 75' |

| Національний стадіон, Валлетта Глядачів: 5,555 |

| 4 квітня 1981 |

| Мальта    | 1 – 2    | НДР                            |
| --------- | -------- | ------------------------------ |
| Фабрі 11' | Протокол | Шнупгазе 20' (пен.) Гефнер 44' |

| Національний стадіон, Валлетта Глядачів: 3,873 |

| 2 травня 1981 |

| Польща      | 1 – 0    | НДР |
| ----------- | -------- | --- |
| Бунцоль 55' | Протокол |     |

| Сілезький стадіон, Хожув Глядачів: 74,000 |

| 10 жовтня 1981 |

| НДР                            | 2 – 3    | Польща                     |
| ------------------------------ | -------- | -------------------------- |
| Шнупгазе 53' (пен.) Штрайх 66' | Протокол | Шармах 2' Смолярек 5', 61' |

| Центральштадіон, Лейпциг Глядачів: 65,000 |

| 11 листопада 1981 |

| НДР                                                  | 5 – 1    | Мальта            |
| ---------------------------------------------------- | -------- | ----------------- |
| Краузе 11' Штрайх 35', 75' Гойн 71' Голланд 90' (аг) | Протокол | Спітері-Гонці 41' |

| Ернст Аббе Шпортфельд, Єна Глядачів: 1,908 |

| 15 листопада 1981 |

| Польща                                                              | 6 – 0    | Мальта |
| ------------------------------------------------------------------- | -------- | ------ |
| Іван 6' Смолярек 46', 64' Маєвський 48' Дзекановський 80' Бонек 85' | Протокол |        |

| Олімпійський стадіон, Вроцлав Глядачів: 25,618 |

Польща кваліфікувалася.

## Бомбардири
9 голів
| - Карл-Гайнц Румменігге |

7 голів
| - Клаус Фішер - Златко Вуйович |

6 голів
| - Франк Арнесен |

5 голів
| - Ервін Ванденберг - Мішель Платіні | - Дінос Куїс - Влодзімеж Смолярек | - Блохін Олег Володимирович - Манфред Кальц |

4 голи
| - Курт Вельцль - Ян Кулеманс | - Георгі Славков - Пребен Елк'яер-Ларсен | - Ласло Кішш - Шенгелія Рамаз Олександрович |

3 голи
| - Ганс Кранкль - Вальтер Шахнер - Ян Козак - Зденек Негода - Йоахім Штрайх - Пол Марінер - Террі Макдермот - Бернар Лякомб | - Дідьє Сікс - Ласло Фазекаш - Джеррі Дейлі - Майкл Робінсон - Френк Степлтон - Бенні Табак - Франческо Граціані - Руй Жордан | - Джон Робертсон - Андрєєв Сергій Васильович - Клаудіо Сульсер - Іен Волш - Пауль Брайтнер - П'єр Літтбарскі - Вахід Халілходжич |

2 голи
| - Курт Яра - Костадин Костадинов - Петр Янечка - Ладислав Візек - Рюдігер Шнупгазе - Тревор Брукінг - Тоні Вудкок - Жан-Франсуа Ларьо - Жерар Солер - Жак Зімако - Йоргос Костікос - Томас Маврос - Ласло Балінт - Тібор Нілаші | - Асгейр Сігурвінссон - Тоні Гріліш - Марк Лоуренсон - Пол Макгі - Гіді Дамті - Роберто Беттега - Фульвіо Колловаті - Бруно Конті - Арнольд Мюрен - Кес Ван Котен - Джеррі Армстронг - Оге Гарейде - Том Лунд - Галлвар Торесен | - Умберту Коелью - Мануел Фернандеш - Ангел Йорденеску - Гаврилов Юрій Васильович - Оганесян Хорен Георгійович - Умберто Барберіс - Браян Флінн - Девід Джайлс - Лейтон Джеймс - Бернд Шустер - Драган Пантелич - Владимир Петрович - Івиця Шуряк |

1 гол
| - Мілан Бачі - Сефедін Брахо - Ілір Пернаска - Мухедін Таргай - Гернот Юртін - Бруно Пеццай - Герберт Прогазка - Альберт Клюйтенс - Александр Чернятинскі - Жерар Плессер - Пламен Марков - Стойчо Младенов - Чавдар Цветков - Цветан Йончев - Андрей Желязков - Сотіріс Каяфас - Стефанос Лисандру - Нікос Панціаріс - Фівос Врахіміс - Вернер Лічка - Антонін Паненка - Ростислав Воячек - Ларс Баструп - Серен Лербю - Пер Рентвед - Аллан Сімонсен - Райнгард Гефнер - Юрген Гойн - Андреас Краузе - Кевін Кіган - Браян Робсон - Лео Гоутсонен - Кельйо Коуса - Ганну Турунен - Арі Вальве - Брюно Беллон - Бернар Женгіні - Домінік Рошто | - Нікос Анастопулос - Імре Гараба - Шандор Мюллер - Магнус Бергс - Атлі Едвальдссон - Янус Гудлаугссон - Альберт Гудмундссон - Ларус Гудмундссон - Петур Ормслев - Арні Свейнссон - Тейтур Тордарсон - Кріс Г'ютон - Моше Синай - Джанкарло Антоньйоні - Антоніо Кабріні - Гаетано Ширеа - Ален Нюренберг - Емануель Фабрі - Ернест Спітері-Гонці - Руд Гелс - Гуґо Говенкамп - Джон Метгод - Дік Наннінга - Кес Схапендонк - Сімон Тахамата - Франс Тейссен - Ноел Братерстон - Біллі Гемільтон - Семмі Макілрой - Джиммі Ніколл - Відар Давідсен - Свейн Матісен - Збігнев Бонек - Анджей Бунцоль - Даріуш Дзекановський - Анджей Іван - Лешек Липка - Стефан Маєвський | - Анджей Шармах - Мінервіно П'єтра - Іліє Балач - Марчел Редукану - Аурел Цикляну - Кенні Далгліш - Joe Jordan - David Provan - Гордон Стракан - Пол Старрок - Джон Ворк - Безсонов Володимир Васильович - Чивадзе Олександр Ґабріелович - Дараселія Віталій Кухинович - Дем'яненко Анатолій Васильович - Гассе Борг - Бу Бер'єссон - Томас Ларссон - Тоні Перссон - Стен-Уве Рамберг - Ян Свенссон - Роберт Люті - Ганс-Йорг Пфістер - Альфред Шайвільдер - Джанп'єтро Заппа - Фатіх Терім - Алан Кертіс - Карл Гарріс - Роббі Джеймс - Ганс-Петер Брігель - Вольфганг Дреммлер - Фелікс Магат - Іван Булян - Юриця Єркович - Предраг Пашич - Едхем Шліво - Сафет Сушич - Зоран Вуйович |

1 автогол
| - Бернд Краусс (у грі проти ФРН) - Філіпп Маю (у грі проти Ірландії) - Торстейнн Б'ярнасон (у грі проти Чехословаччини) | - Джон Голланд (у грі проти НДР) - Габріел Мендіш (у грі проти Швеції) - Маркус Таннер (у грі проти Англії) | - Дей Девіс (у грі проти Чехословаччини) |